# Denis van Alsloot
Denis van Alsloot, né à Malines vers 1570 et mort à Bruxelles vers 1626, est un peintre, dessinateur et créateur de tapisseries flamand connu pour ses sujets mythologiques et de genre, compositions religieuses, scènes de chasse et paysages. Il a été peintre de cour et a travaillé pour l'élite locale à Bruxelles. Van Alsloot était également un spécialiste de la représentation de processions civiles, de fêtes locales et de cérémonies.

## Biographie
Au service de l'archiduc Albert d'Autriche et de l'infante Isabelle-Claire-Eugénie d'Autriche, il devint maître en 1599 et collabora fréquemment avec Hendrick de Clerck. Peintre paysagiste de talent, dans le goût de Gillis van Coninxloo et de Jan Brueghel l'Ancien, ses vues des environs de Bruxelles, comme l'Abbaye de la Cambre (1609, Musée des beaux-arts de Nantes), préfigurent le paysage de l'école bruxelloise. Le musée du Louvre possède plusieurs tableaux de sa main, dont Paysage d'hiver et Diane découvrant la grossesse de Callisto (exécutée avec Hendrick de Clerck).

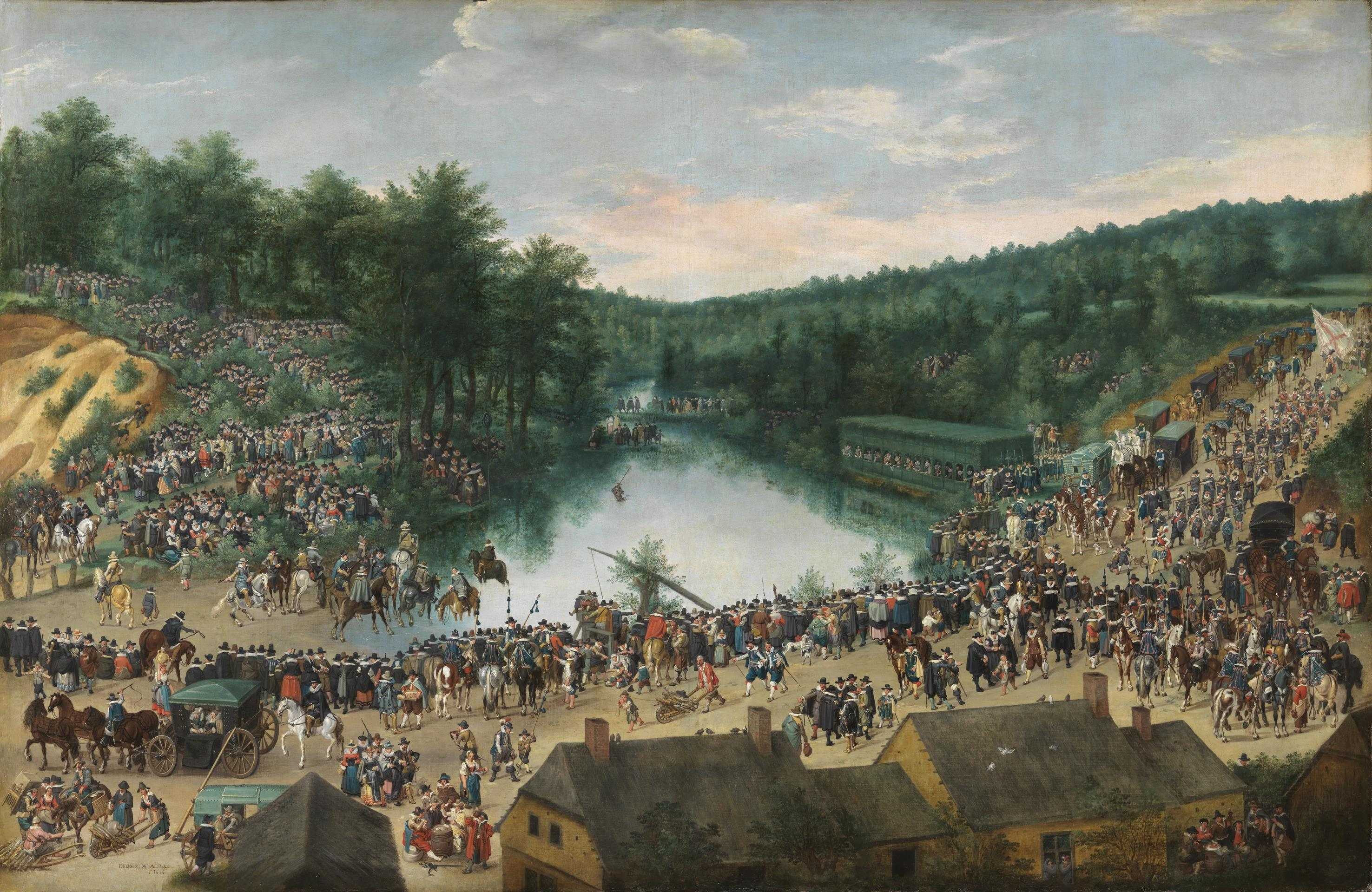
Fête de Notre Dame des Bois, 1616, Madrid, Musée du Prado.

Depuis longtemps, on connaît aussi de lui quelques tableaux subsistant d'une série consacrée à la Procession de l'Ommegank à l'église Notre-Dame du Sablon de Bruxelles (Londres et Prado), bons documents sur les mœurs et les fêtes de cette époque.
Depuis 1948, on lui attribue des paysages de 1608 à 1620, inspirés de Coninxloo, qui en font le fondateur du paysage bruxellois. Il est considéré comme un précurseur de la peinture moderne de paysage.

## Œuvres
- 1610 : Paysage d'hiver, huile sur bois, 36 × 47 cm, Musée du Louvre, Paris[3]
- 1612 : L'abbaye de Groenendael dans la forêt de Soignes - Vue de printemps, aux Musées royaux des beaux-arts de Belgique, à Bruxelles.
- Vue de l'abbaye de la Cambre, aux Musées royaux des beaux-arts de Belgique, à Bruxelles.
- Retour d'un chasseur dans un paysage boisé, collection privée.

## Musées
- Anvers :
  - Tobie et l'Ange daté 1610.
  - Fête à Tervueren.
- France :
  - Paris (Louvre) : Paysage d'hiver
  - Blois : Fête sur la glace
  - Nantes : L'abbaye de la Cambre près de Bruxelles [1609]
- Bruxelles :
  - L'Ommegang de 1615, défilé des métiers sur la grande place de Bruxelles, deux sujets sur huit.
- Londres (Victoria and Albert Museum) :
  - L'Ommegang 1615-1616, 2e et 5e sujets.
  - Vue de Mariemont daté 1620.
  - Abbaye de la Cambre, hiver 1616.
  - Abbaye de Grœnendael, printemps 1612.
  - Carnaval sur la glace dans les fossés d'Anvers.
- Madrid Prado) :
  - L'Ommegang de 1615, 1er et 6e sujets.
  - Patineurs.
- Mayence :
  - Sur la glace de la Schelde (Anvers).
  - Plaisir d'hiver sur Escaut.
- Munich :
  - Mascarade sur la glace.
- Vienne :
  - Céphale et Procris.

## Galerie

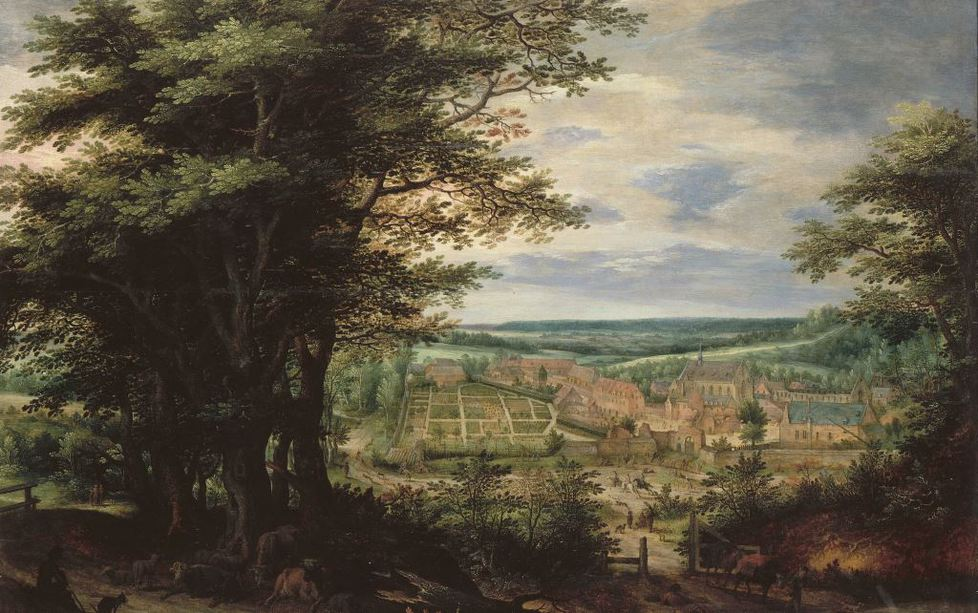
L'abbaye de la Cambre, 1609, Musée d'arts de Nantes
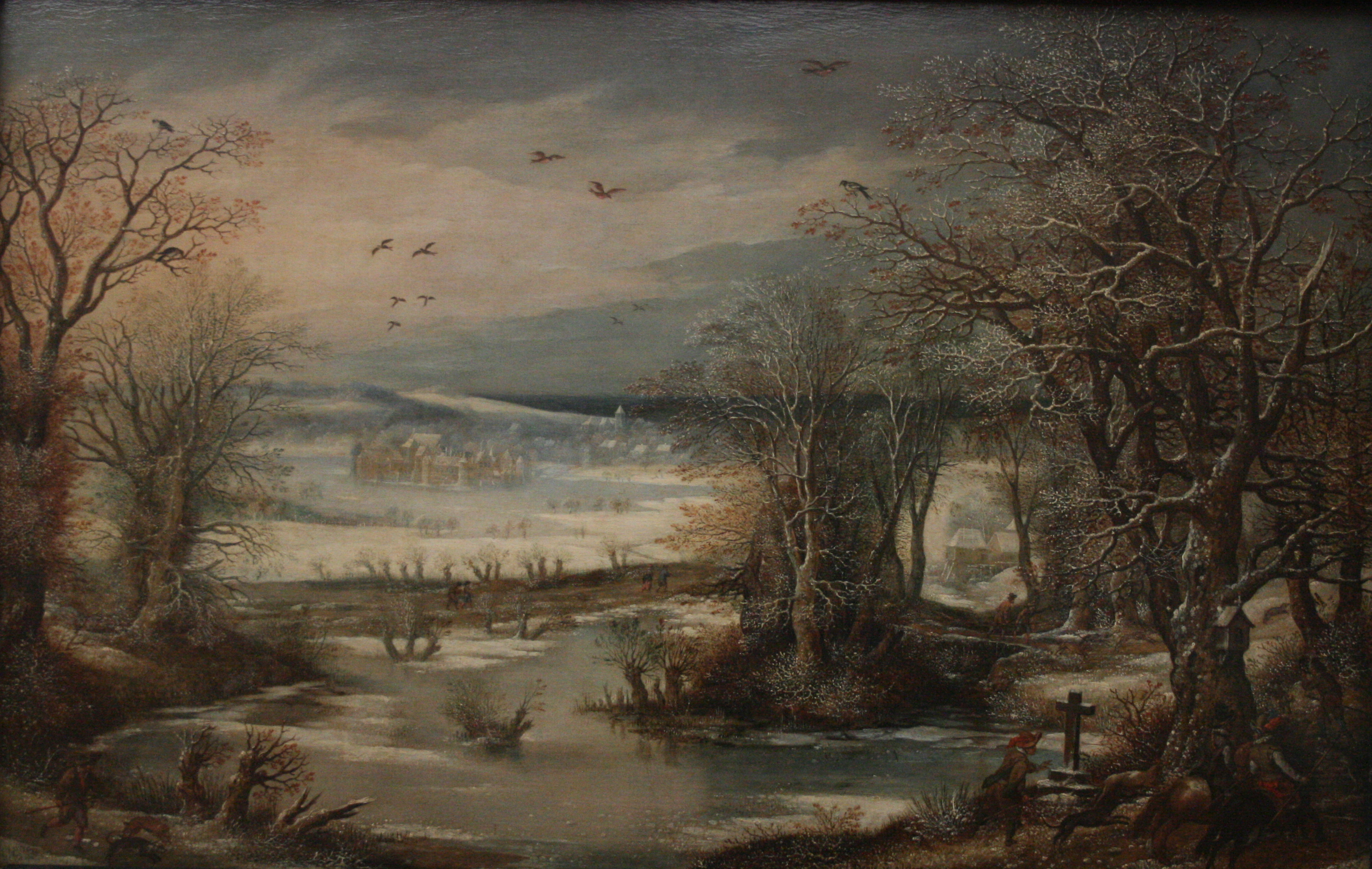
Paysage d'hiver avec le château de Tervuren, 1614, Bruxelles, Musées royaux des beaux-arts de Belgique